# Regiões da Bulgária
A Bulgária está dividida em seis regiões para fins de planeamento, sem funções administrativas. 
- Severen tsentralen
- Severoiztochen
- Severozapaden
- Yugoiztochen
- Yugozapaden
- Yuzhen tsentralen